# 존 바딘
존 바딘(John Bardeen, 1908년 5월 23일 ~ 1991년 1월 30일)은 미국의 물리학자이다. 노벨상을 2번 수상한 5명의 수상자 가운데 한 사람이다. 1956년에는 윌리엄 쇼클리, 월터 브래튼 박사와 트랜지스터를 발명한 공로로 노벨 물리학상을 수상했고 1972년에는 리언 쿠퍼, 로버트 슈리퍼 박사와 함께 초전도 현상을 설명한 BCS 이론을 연구한 공로로 노벨 물리학상을 수상했다.
위스콘신주 매디슨에서 태어났다. 아버지는 해부학 교수, 어머니는 교육자 경험이 있었다. 바딘은 일찍부터 수학에 재능을 나타냈다. 1923년에 위스콘신 대학교에 입학하여 1928년 전기공학으로 학사학위를 받은 후 1929년 석사학위를 수여받았다. 그리고 그는 석유 기업 걸프 오일 쿠퍼레이션에 입사하여 연구원으로 근무한 후에 프린스턴 대학 박사과정
지원하여 수학과 물리학을 연구하여 1936년에 박사 학위를 받았다. 잠시 하버드 대학의 특별 연구생으로 활동하기도 했다. 1938년부터 미네소타 대학 조교수가 되었다.
1941-45년에는 워싱턴의 해군병기연구소의 군소 물리학자로 임관되고, 1945년 10월부터 벨 연구소에 들어가 1948년 쇼클리 등과 트랜지스터를 개발해낸다. 1951년 쇼클리와의 관계가 악화되어 일리노이 대학교 어바나-샴페인 교수가 된다.
1945년 이후 반도체와 금속에서의 전기 전도, 반도체의 표면 현상 등을 주로 연구했으며, 1957년에는 초전도 이론을 발표했다. 트랜지스터를 연구한 공로로 1956년에 노벨 물리학상을 받고, 1957년 레온 쿠퍼 등과 초전도 표준이론인 BCS 이론을 유도해 초전도 현상을 해명한 업적으로 1972년 또다시 노벨 물리학상을 받았다.

## 학력
- 1919년~1923년: 유니버시티 고등학교 (졸업)
- 1923년~1928년: 위스콘신 대학교 (학사)
- 1928년~1929년: 위스콘신 대학교 (석사)
- 1933년~1936년: 프린스턴 대학교 (박사)

## 참고 자료
- 이 문서에는 다음커뮤니케이션(현 카카오)에서 GFDL 또는 CC-SA 라이선스로 배포한 글로벌 세계대백과사전의 내용을 기초로 작성된 글이 포함되어 있습니다.